# L'Histoire de Babar, le petit éléphant
L'Histoire de Babar, le petit éléphant de Francis Poulenc est une œuvre pour piano écrite de 1940 à 1945.

## Genèse
Pendant l'été 1940, Francis Poulenc séjourne chez des cousins à Brive-la-Gaillarde. Par dérision, les enfants de la maison déposent les Aventures de Babar sur le pupitre de son piano, et lui demandent de leur jouer l'histoire. Poulenc s'exécute et improvise librement autour des situations narratives qui lui sont proposées. Au cours des années suivantes, il repense souvent à cet événement. L'Histoire de Babar naît de ses souvenirs.
La partition est dédiée aux onze enfants qui l'ont inspirée : « Pour mes petits cousins Sophie, Sylvie, Benoît, Florence et Delphine Périer ; Yvan, Alain, Marie-Christine et Marguerite-Marie Villotte ; et mes petits amis Marthe Bosredon et André Lecœur, en souvenir de Brive ». Elle est créée à la radio le 14 juin 1946 par le compositeur, assisté de la récitation de Pierre Bernac. En 1962, Jean Françaix en propose une version orchestrale. Le Britannique David Mathews l'a également transcrite pour un orchestre de chambre. 
L'Histoire de Babar est l'une des compositions les plus populaires de Francis Poulenc. Selon Guy Sacre, « c'est en tous points une réussite, et l'une des œuvres les plus accomplies qu'il ait données à son instrument ».

## Structure
Cette composition narrative se présente comme une « suite ininterrompue d'images pianistiques ». Les formes musicales les plus diverses se succèdent : 
- Berceuse éléphantesque chantée par la mère de Babar (p. 1-2), que celui-ci se rappelle ensuite en pleurant (p. 10)
- Valse musette de la pâtisserie (p. 12-13)
- Marche du mariage de Babar, célébré par toute une collection d'accords pompeux (p. 26-27)
- Polka dansante jouée le soir de ce même mariage (p. 27-29)
- Nocturne final en forme de rêverie lunaire (p. 30-31)

## Discographie sélective
Un enregistrement de L'Histoire de Babar, le petit éléphant a été réalisé en 2012 par Natalie Dessay, récitante, et Shani Diluka au piano, aux éditions Didier Jeunesse . 
Parmi les autres enregistrements avec piano seul :  
- par Pierre Fresnay, récitant, et Francis Poulenc au piano ;
- par Raymond Gérôme, récitant, et Jacques Février au piano ;
- par Bruno Belthoise, récitant et pianiste, éditions Frémeaux et associés 1997.

Parmi les enregistrements pour orchestre :  
- par Peter Ustinov, récitant, avec l'Orchestre de la Société des concerts du Conservatoire sous la direction de Georges Prêtre (EMI Classics).
- par Sophie Marceau, récitante, avec l'orchestre de l'opéra de Lyon sous la direction de Kent Nagano en 1994 (ERATO junior)
- par Jacques Brel, récitant, avec l’Orchestre Lamoureux sous la direction de Jean Laforge en 1969/1970.